# Tweede Slag om Ieper

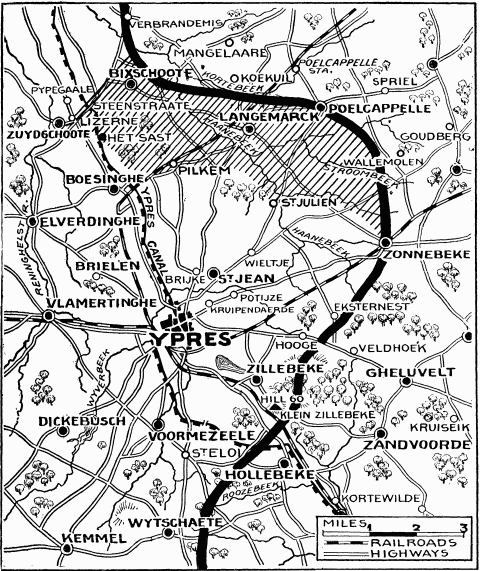
Het slagveld op 30 april

De Tweede Slag om Ieper is een veldslag die in het voorjaar van 1915 in de Eerste Wereldoorlog werd uitgevochten.
Op 17 april werden zware mijnladingen onder de Duitse stellingen op Hill 60 tot ontploffing gebracht. Sinds de Duitse inname van de heuvel op 10 december 1914 groef de British Expeditionary Force, 24 à 30 m onder de heuvel, gangen die ze vulden met zware mijnladingen en dieptebommen. Na de ontploffing bestormden Britse en Franse troepen de Duitsers en namen de heuvel opnieuw in. Na deze ontploffingen kwamen er eigenaardige gassen vrij en ontdekten de Britten eigenaardige cilinders, maar ze konden deze niet thuisbrengen. Dit was echter de voorbode voor wat komen zou.

## Achtergrond
Op zeer korte afstand lagen de geallieerden in een verdedigingslinie rond Ieper:
- Belgische 6e divisie: westelijke kanaaloever van Steenstrate tot de kust
- Franse 87e Territoriale Divisie: van Steenstrate tot Langemark
- Frans-Algerijnse 45e divisie: noorden Langemark tot zuiden Poelkapelle
- Canadese 1e divisie: van Franse linie tot Hill 32 (ook gekend als locality C op trench maps WOI, ongeveer halverwege tussen Brooding Soldier en Gravenstafel), vanaf hier waren het Britten (o.a. Monmoutshire uit Wales)
- Britse 28e, 27e en 5e divisie

De Duitse troepenopstelling:
- 46e, 52e en 51e reservedivisie en 4e Marine Brigade: ten opzichte van Belgische 6e divisie
- 2e Reserve Ersatz Brigade, 38e Landwehr Brigade en 37e Landwehr Brigade: ten opzichte van Canadese 1e divisie
- 53e en 54e reservedivisie: ten opzichte van Britse 28e divisie
- 39e en 30e Infanteriedivisie: ten opzichte van Britse 27e divisie
- 3e Beierse Divisie: ten opzichte van Britse 5e divisie

## Slag om Gravenstafel
In de buurt van Steenstrate, nabij Boezinge, werden op 22 april Frans-Algerijnse troepen bestookt met granaten. Even later zagen de Canadese soldaten pijpen boven de Duitse loopgraven uitsteken, maar ze negeerden dit vreemde schouwspel. Zelfs aan de waarschuwing van een overgelopen Duitse soldaat, enkele dagen voordien, van een mogelijke aanval met gas, werd nauwelijks aandacht gegeven.
Pas om 17.00 u in de namiddag zagen ze een geelgroene nevel op zich afkomen. De Duitsers hebben 5730 gasflessen met chloorgas opengedraaid. De Franse troepen, territoriale zoeaven, werden meteen bevangen door het gas, zodat er een groot gat van 6 km ontstond in het front. De Canadezen probeerden het gat te dichten, maar ook zij kwamen in de gaswolken terecht en verloren meer dan 2000 manschappen. Ook de Belgische grenadiers speelden deze dag een belangrijke rol. Het regiment slaagde erin een hevige aanval af te slaan. Later werd 22 april de dag van de Belgische Grenadiers.

## Slag bij Sint-Juliaan
Om 18.00 uur was Langemark veroverd en de Duitsers rukten op naar "Kitcheners' Wood", het bos ten zuidwesten van Sint-Juliaan, dat bezet werd door de Canadese 1e divisie. Deze improviseerden gasmaskers, met zakdoeken natgemaakt met water of urine, tegen het gifgas en voorkwamen zo op 24 april een grote Duitse doorbraak.
De Duitsers hadden echter het succes van hun acties onderschat en hadden weinig of geen ondersteuning voorzien voor een verdere doorbraak. De Duitse aanvallen werden dus, bij gebrek aan ondersteuning, tijdelijk gestaakt, maar begin mei moesten de Britten hun stellingen op Hill 60 terug vrijgeven na hevige gifgasaanvallen door de Duitsers. De Duitsers konden tot de oostelijke rand van Hill 62 doorbreken.
Op 6 mei werd generaal Sir Horace Smith-Dorrien, de bevelhebber van het Britse 2e leger, ontslagen en vervangen door generaal Herbert Plumer. Hij wilde een tactische terugtrekking invoeren om de druk op de Ieperboog te verminderen, maar dit was geheel tegen de wil van veldmaarschalk John French. Deze laatste beval meteen verdere tegenaanvallen.

## De slag om de Frezenberg
De Duitsers veroverden op 8 mei de Frezenberg en hielden daar stand. Op 24 mei deden ze een uitval naar de heuvelrug van Bellewaerde, maar door de Britse tegenaanvallen was het succes daar niet zo groot als verwacht.

## De slag bij Bellewaerde
Op 24 mei deden de Duitsers een gasaanval die de Britten één kilometer noordwaarts terugdrong.

## Einde
Uiteindelijk viel het offensief op 25 mei stil. De verliezen waren groot: de Britten verloren 58.000 manschappen, de Fransen zo'n 10.000. Meer dan 100.000 Duitse soldaten sneuvelden of raakten gewond.
Uiteindelijk trokken de Britten zich toch terug, zoals Sir Horace Smith-Dorrien voordien voorgesteld had. Zo werd de Apex in de Ypres Salient, zoals de Ieperboog werd genoemd, afgezwakt.